# Liste der Stolpersteine in Alken
In der Liste der Stolpersteine in Alken werden die vorhandenen Gedenksteine aufgeführt, die im Rahmen des Projektes Stolpersteine des Künstlers Gunter Demnig in Alken bisher verlegt worden sind.

## Stolpersteine
| Adresse                   | Name          | Inschrift                                                                    | Verlegedatum | Bild | Anmerkung                           |
| ------------------------- | ------------- | ---------------------------------------------------------------------------- | ------------ | ---- | ----------------------------------- |
| Moselstraße 10 (Standort) | Erich Jonas   | Hier wohnte Erich Jonas Jg. 1897 deportiert 1942 Izbica ermordet             | 6. Okt. 2010 |      | geboren am 14. März 1897 in Alken   |
| Moselstraße 10 (Standort) | Sibylla Jonas | Hier wohnte Sibylla Jonas geb. Oster Jg. 1871 deportiert 1942 Minsk ermordet | 6. Okt. 2010 |      | geboren am 5. Juli 1871 in Oberfell |